# Фаткулина, Маргарита Николаевна
Маргарита Николаевна Фаткулина (род. 13 ноября 1987) — российская спортсменка, призёр чемпионатов России по вольной борьбе, мастер спорта России. Её первым тренером был Н. П. Карпенко. На соревнованиях представляла общество «Минобрнаука» (Московская область). Оставила большой спорт.

## Спортивные результаты
- Чемпионат России по женской борьбе 2008 года — ;
- Чемпионат России по женской борьбе 2009 года — ;
- Чемпионат России по женской борьбе 2010 года — ;
- Кубок России 2012 года — ;

## Дисквалификация
В 2023 году Международное агентство по тестированию (ITA) дисквалифицировало Фатулкину на два года за нарушения антидопинговых правил. Расследование нарушения антидопинговых правил велось в рамках дела о базе данных Московской антидопинговой лаборатории (LIMS).